# Pretty Thing
Singles de Bo Diddley
Diddley Daddy Diddy Wah Diddy
(1956)
Pistes de Bo Diddley (1958)
Who Do You Love?
Pretty Thing est une chanson de 1955 écrite par Bo Diddley et Willie Dixon et interprétée par Bo Diddley. C'est le troisième single de Diddley sorti chez Checker Records après Bo Diddley et Diddley Daddy. La chanson sort au Royaume-Uni en 1963 (avec Road Runner en face B) où elle devient la première des deux seules chansons de Diddley à figurer dans le UK Singles Chart, l'autre single étant Hey Good Lookin'.

## Écriture et enregistrement
Les versions originales du single mentionnent Bo Diddley (Ellas McDaniel) comme auteur unique, mais de nombreuses versions ultérieures ajoutent Willie Dixon. Bo Diddley lui-même a déclaré : « Je me souviens que Willie se tenait près de moi et me murmurait les paroles à l'oreille avant que j'arrive au vers suivant ! Il a eu la gentillesse de me donner une partie de la chanson. Ça devrait figurer aux crédits : “McDaniel & Dixon” ».
Pretty Thing est enregistrée par Bo Diddley le 14 juillet 1955, le même jour que Bring It to Jerome. La séance d'enregistrement chez Universal Recording Corporation à Chicago est produite par Bo Diddley les frères Leonard et Phil Chess. Les interprètes de la chanson sont Bo Diddley avec (chant, guitare), Jerome Green (maracas), Lester Davenport (harmonica) et Clifton James (batterie). 

## Performances
Pretty Thing est la deuxième chanson de Diddley à atteindre la 4e place du classement Billboard R&B Singles aux États-Unis en 1956, et la troisième meilleure place de Diddley après le single Bo Diddley / I'm a Man (1er) et Say Man (3e).
La chanson atteint la 34e place du classement des singles britanniques.

## Reprises
Le groupe The Pretty Things, qui tire son nom de cette chanson, en fait une reprise sur son premier album homonyme en mars 1965.
The Animals enregistrent une version en 1963 qui figure sur l'EP In the Beginning There Was Early Animals, publié en 1966. Elle est ajoutée en bonus sur la réédition CD de l'album Animalisms en 1999.
Canned Heat publie une version studio de la chanson en novembre 1969 sur l'album Vintage, enregistré en 1966.
John Hammond and the Nighthawks enregistrent une reprise de Pretty Thing aux studios Vanguard Records en septembre 1979, publiée sur Hot Tracks.
Parmi les artistes ayant enregistré la chanson, on compte également :
- 15 septembre 1963 - The Alan Price Rhythm & Blues Combo sur l'EP I Just Wanna Make Love to You.
- 1973 -  Mike Bloomfield, John Hammond et Dr. John sur l'album Triumvirate.
- décembre 1984 - The Belairs sur Need Me a Car.
- 1990 - le groupe punk Social Distortion sur le single Story of My Life... And Other Stories.
- 1er mars 1994 - le groupe australien Pond (You Pretty Thing) sur la compilation 1989-1993 - The John Peel Sub-Pop Sessions
- 19 avril 2011 - Steve Miller Band sur l'album Let Your Hair Down.

Le solo de guitare de Bo Diddley est reproduit par Jimmy Page dans le morceau Flashing Light de Screaming Lord Sutch, extrait de son album Lord Sutch and Heavy Friends.

## Utilisation au cinéma
La chanson interprétée par Bo Diddley apparaît dans Le Loup de Wall Street (The Wolf of Wall Street) de Martin Scorsese en 2013.